# Научно-техническая революция
Нау́чно-техни́ческая революция (НТР) — радикальное преобразование производительных сил, качественный скачок в структуре и динамике развития производительных сил. Часто её называют Третьей промышленной революцией.
Научно-техническая революция в узком смысле — коренная перестройка технических основ материального производства, начавшаяся в середине XX в., на основе превращения науки в ведущий фактор производства, в результате которого происходит трансформация индустриального общества в постиндустриальное.
До НТР исследования учёных были на уровне вещества, далее они смогли проводить исследования на уровне атома. И когда открыли структуру атома, учёные открыли мир квантовой физики, они перешли к более глубоким знаниям в области элементарных частиц. Главное в развитии науки — это то, что развитие физики в жизни общества значительно расширило способности человека. Открытие учёных помогло человечеству по-другому взглянуть на окружающий мир, что привело к НТР.
В основе многих выдвинутых ныне теорий и концепций, объясняющих глубинные изменения в экономической и социальной структурах передовых стран мира, начавшиеся в середине XX в., лежит признание нарастания значения информации в жизни общества. В связи с этим говорят также об информационной революции.
Современная эпоха НТР наступила в середине 1940-х — середине 1960-х годов XX века в СССР. Именно тогда зародились и получили развитие её главные направления: автоматизация производства, контроль и управление им на базе электроники; создание и применение новых конструкционных материалов и др. С появлением МБР в 1957 г. началось освоение людьми околоземного космического пространства.
Так, 4 октября 1957 года Советским Союзом впервые был осуществлён запуск первого искусственного спутника Земли, что повлекло развитие ракетостроения и космонавтики, а 12 апреля 1961 года впервые был осуществлён пилотируемый запуск космического корабля с человеком на борту, советским космонавтом Юрием Гагариным. 16-19 июня 1963 года в космос на космическом корабле Восток-6 полетела первая женщина — ткачиха из Ярославля и выпускница аэроклуба Валентина Терешкова; 18 марта 1965 года лётчик-космонавт Алексей Леонов первым совершил выход в околоземное пространство, побывав там на протяжении 20 минут с борта космического корабля Восход-2 (см. также: космическая гонка).

## Классификации
Э. Тоффлер выделяет три «волны» в развитии общества:
1. Аграрная при переходе к земледелию;
2. Индустриальная во время промышленной революции;
3. Информационная при переходе к обществу, основанному на знании (постиндустриальному).

А. И. Ракитов выделяет пять информационных революций в истории человечества:
1. появление и внедрение в деятельность и сознание человека языка;
2. изобретение письменности;
3. изобретение книгопечатания;
4. изобретение телеграфа и телефона;
5. изобретение компьютеров и появление Интернета.

Признанный классик теории постиндустриализма Д. Белл выделяет три технологических революции:
1. изобретение паровой машины в XVIII веке
2. научно-технологические достижения в области электричества и химии в XIX веке
3. создание компьютеров в XX веке

Белл утверждал, что, подобно тому, как в результате промышленной революции появилось конвейерное производство, повысившее производительность труда и подготовившее общество массового потребления, так и теперь должно возникнуть поточное производство информации, обеспечивающее соответствующее социальное развитие по всем направлениям.
«Порох, компас, книгопечатание, — отмечает К. Маркс, — три великих изобретения, предваряющие буржуазное общество. Порох взрывает на воздух рыцарство, компас открывает мировой рынок и основывает колонии, а книгопечатание становится орудием протестантизма и вообще средством возрождения науки, самым мощным рычагом для создания необходимых предпосылок духовного развития». Доктор философских наук профессор Г. Н. Волков в НТР выделяет единство революции в технике — с переходом от механизации к автоматизации производственных процессов, и революции в науке — с её переориентацией на практику, целью на приложение результатов исследований к нуждам производства, в отличие от средневековой (см. Схоластическое воззрение на науку).
По модели, используемой экономистом из Северо-Западного университета (США) профессором Робертом Гордоном, первая НТР, начало которой относится к 1750 году с изобретением парового двигателя и строительством первых железных дорог, продлилась примерно до конца первой трети XIX века. Вторая НТР (1870—1900 годы), когда электричество и двигатель внутреннего сгорания были изобретены с разницей в три месяца в 1897 году. Третья НТР началась в 1960-е годы с появлением первых ЭВМ и промышленной робототехники, глобально значимой она стала в середине 1990-х годов, когда простые пользователи массово получили доступ в интернет, её завершение относится к 2004 году.
Российский историк Л. Е. Гринин, говоря о первых двух революциях в технологическом развитии человечества, придерживается устоявшихся взглядов, выделяя аграрную и промышленную революции:
Первая, аграрная революция по Гринину началась с перехода к ручному земледелию и животноводству примерно 19—12 тысяч лет назад. А завершающий этап аграрной революции — около 5,5 тысяч лет назад.
Начало второй, промышленной революции в XV—XVI вв. исследователь связывает с мощным развитием торговли, мореплавания, техники и механизации на основе водяного двигателя, усложнения разделения труда и другими процессами. А её Завершающую фазу (промышленный переворот XVIII — первой трети XIX в.) — с внедрением различных машин и использованием паровой энергии.
Третью революцию Гринин называет научно-информационной или кибернетической. В его концепции она состоит из двух фаз: начавшейся в 1950—1990-е годы научно-информационной фазы (развитие автоматизации, энергетики, область синтетических материалов, космос, создание средств управления, связи и информации) и завершающей фазы управляемых систем, которая по его прогнозу начнётся с 2030—2040-х годов.
Также кибернетическая революция характеризуется:
1. Увеличением объёма информации и усложнением различных систем анализа этой информации.
2. Непрерывным развитием систем управления и самоуправления.
3. Многочисленным использованием разных искусственных материалов.
4. Использованием усовершенствованных технологий, которые близки по своей функциональности к искусственному интеллекту.
5. Оптимизацией ресурсов труда в любой области[6].

## Характеристики НТР
Черты НТР
- Универсальность, всеохватность: задействование всех отраслей и сфер человеческой деятельности
- Чрезвычайное ускорение научно-технических преобразований: сокращение времени между открытием и внедрением в производство, постоянное устаревание и обновление. Говоря о темпе важно заметить то, что многократные коренные изменения в жизни социума, вызванные НТР, происходят многократно на протяжении жизни одного поколения[7]
- Повышение требований к уровню квалификации трудовых ресурсов: рост наукоёмкости производства
- Военно-техническая революция: совершенствование видов вооружения и экипировки
- Характерной чертой современной НТР является прогресс в инфокоммуникациях, ведь именно прогресс в информационном поле является важнейшим фактором изменений социума, которые радикально меняют ключевые аспекты человеческой жизни[8]

Составные части НТР
- Наука: увеличение наукоёмкости, повышение числа научных сотрудников и затрат на научные исследования
- Технология: повышение эффективности производства. Функции: трудосберегающая, ресурсосберегающая, природоохранная
- Производство:
  - электронизация
  - комплексная автоматизация
  - перестройка энергетического хозяйства
  - производство новых материалов
  - ускоренное развитие биотехнологии
  - космизация
- Управление: информатизация и кибернетический подход

Для прогресса современной науки и техники характерно комплексное сочетание их революционных и эволюционных изменений. Примечательно, что за два — три десятилетия многие начальные направления НТР из радикальных постепенно превратились в обычные эволюционные формы совершенствования факторов производства и выпускаемых изделий. Новые крупные научные открытия и изобретения 70-80-х годов породили второй, современный этап НТР. Для него типичны несколько лидирующих направлений: электронизация, комплексная автоматизация, новые виды энергетики, технология изготовления новых материалов, биотехнология. Их развитие предопределяет облик производства в конце ХХ — начале XXI вв.